# Rusdrycksstrejken
Rusdrycksstrejken var en landsomfattande nykterhetsaktion, som organiserades våren 1898 i Finland och hade bland annat en förbudslag som mål.
Rörelsen utgick från Kotka, men dess centrum blev snart Uleåborg, där den särskilt stöddes av arbetarföreningen och dess ordförande, provinsialläkaren Konrad ReijoWaara. Genom cirkulärbrev, annonsering i pressen med mera spreds idén i vida kretsar, och mot slutet av 1898 hade cirka 70 000 personer förbundit sig att iaktta avhållsamhet från alkoholdrycker i minst ett år. Strejken inleddes första maj 1898 och pågick i omkring två år, men relativt snart mattades ivern av; ett år efter starten var antalet strejkare endast cirka 15 000.
Det första allmänna strejkmötet hölls 14–15 november 1898 i Tammerfors (strejkdeltagarna kallades därför novembernykterister), där man bland annat beslöt om en landsomfattande namninsamling. Den förbudslagsadress med 168 668 namn och 325 landskommuners ställningstagande för en förbudslag som samlades in av strejkrörelsen lämnades dock utan beaktande av 1900 års lantdag.
Rusdrycksstrejken vann till en början sitt största understöd bland arbetar- och hantverkarbefolkningen i städerna i södra och västra Finland, men fick senare ett allt starkare inslag från medelklassen. Aktionen växte ursprungligen fram som en protest mot den organiserade nykterhetsrörelsen, vars ledning hävdat att nykterhetssaken borde föras fram utan avsikt att uppnå materiella fördelar. Detta väckte opposition inom arbetarrörelsen, som önskade integrera nykterhetsarbetet med sina egna strävanden och därför bland annat kopplade samman rusdrycksstrejken med kravet på allmän och lika rösträtt.
Rusdrycksstrejken bidrog i hög grad till ett politiskt och fackligt uppvaknande inom arbetarklassen, där tron på massaktioner stärktes.